# Rundata

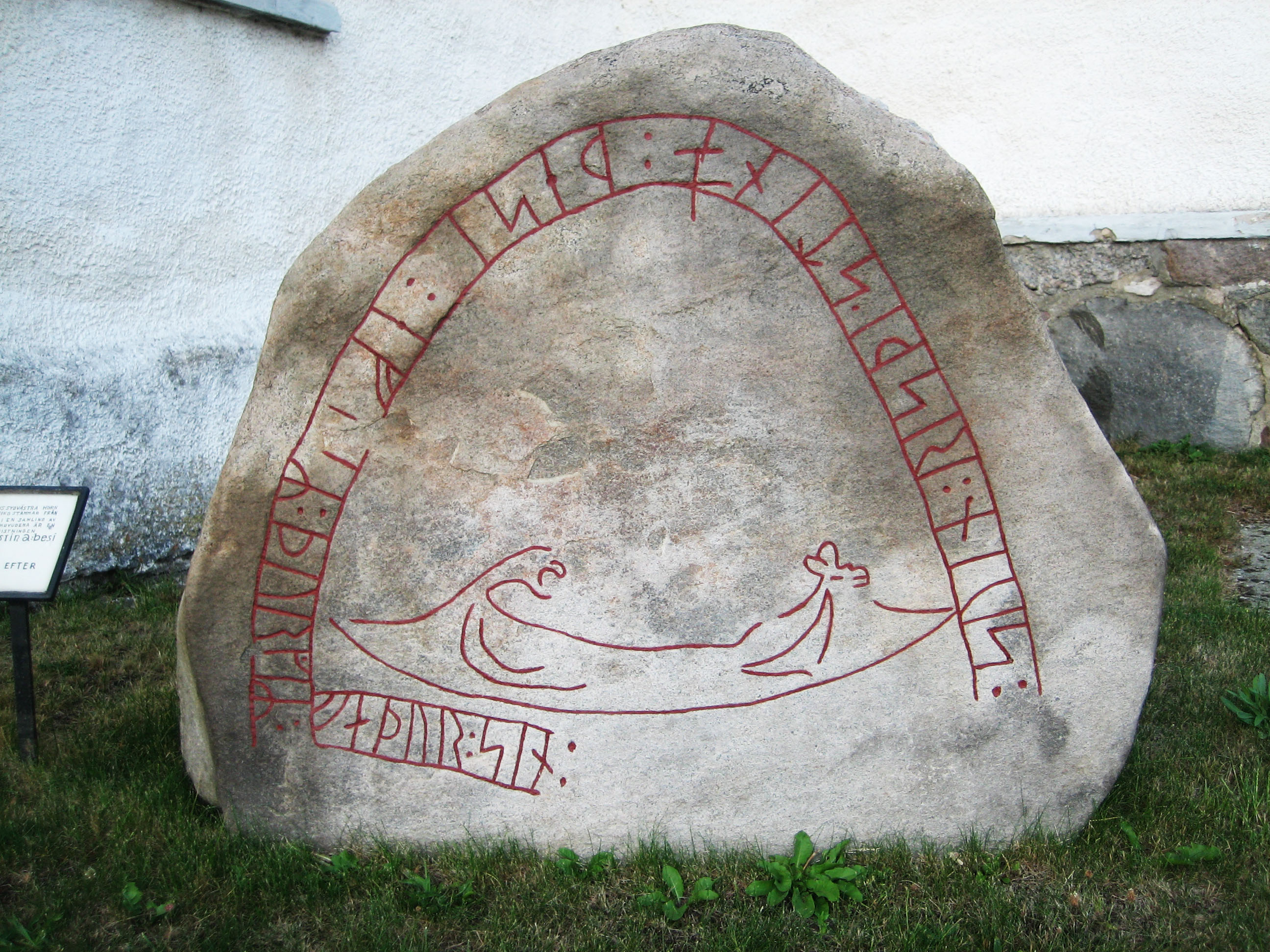
La pierre runique de Holmby, Scanie, Suède, répertoriée sous le numéro DR 328 dans le catalogue Rundata. Quoique se trouvant en Suède, elle a été inscrite au Danemark car la Scanie faisait partie du Danemark historique.

La base de données scandinave de textes runiques (suédois : Samnordisk runtextdatabas) est un projet né le 1er janvier 1993 à l’Université d'Uppsala, en Suède. L’objectif du projet est d’établir un catalogue clair d’inscriptions runiques dans un format pouvant faire l’objet de traitements automatiques pour les recherches futures. La version actuelle, publiée le 3 décembre 2008 comprend 6 500 inscriptions.
La base de données du projet est librement disponible sur Internet à l’aide d’un programme client, appelé Rundata, sur Microsoft Windows et pour des fichiers ASCII ou sur d’autres systèmes d'exploitation.

## Format des entrées
Chaque entrée inclut le texte original, son format, son emplacement, les traductions anglaise et suédoise du texte, des informations sur la pierre elle-même, etc. Les pierres sont identifiées par un code en trois parties.
La première partie indique l’origine de l’inscription. Pour les inscriptions suédoises il s’agit d’un code de province, sinon un code de pays (non ISO 3166) est employé.
Liste des codes de province :
- Bo - Bohuslän
- D - Dalécarlie
- G - Gotland
- Gs - Gästrikland
- Hs - Hälsingland
- J - Jämtland
- Lp - Laponie
- M - Medelpad
- Nä - Närke
- Sm - Småland
- Sö - Södermanland
- U - Uppland
- Vg - Västergötland
- Vr - Värmland
- Vs - Västmanland
- Ög - Östergötland
- Öl - Öland

Code de pays :
- BR - Îles Britanniques
- DR - Danemark (dont la Scanie, le Halland, le Blekinge et le Schleswig méridional).
- FR - Îles Féroé
- GR - Groenland
- IR - Irlande
- IS - Islande
- N - Norvège
- X - Autres régions

La deuxième partie du code est un numéro de série ou un numéro issu d’un catalogue précédent.
La troisième partie est un caractère indiquant l’âge (proto-norrois, âge des Vikings ou Moyen Âge) et si l’inscription est perdue ou retraduite :
- # : inscription perdue (remplacée plus tard par †)
- $ : récemment retraduite
- M : inscription du Moyen Âge
- U : inscription en proto-norrois, c’est-à-dire d’avant ~800
- S’il n’y a ni M ni U, inscription de l’âge des Vikings

Ainsi, U 88 signifierait que le pierre provient d’Uppland et qu’elle est la 88e cataloguée. Ce système trouve son origine dans le livre Sveriges runinskrifter (« Inscriptions runiques suédoises »).

## Datation des inscriptions runiques
La plupart du temps, la date notée est simplement V, or l’âge des Vikings est assez long. Certaines inscriptions danoises de Jacobsen & Moltke font donc figurer une sous-période plus précise :
- Helnæs-Gørlev : ~800 (ou 750 - ~900)
- för-Jelling (pré-Jelling) : ~900
- Jelling (Jelling) : Xe s. et jusqu’au XIe s.
- efter-Jelling (post-Jelling) : ~ 1000–1050
- kristen efter-Jelling (chrétien, post-Jelling) : première moitié du XIe s.

La plupart des entrées du Rundata incluent également un champ nommé Stilgruppering. Ce dernier se réfère à des périodes déterminées par le style ornemental des pierres, comme proposé par Gräslund :
- RAK : ~ 990-1010
- FP : ~ 1010-1050
- Pr1 : ~ 1010-1040
- Pr2 : ~ 1020-1050
- Pr3 : ~ 1050 - une génération plus loin (en generation framåt)
- Pr4 : ~ 1060-1100
- Pr5 : ~ 1100-1130

## Référence
- (en) Cet article est partiellement ou en totalité issu de l’article de Wikipédia en anglais intitulé « Rundata » (voir la liste des auteurs).